# やりくりクイズ30万に挑戦
『やりくりクイズ30万に挑戦』（やりくりクイズさんじゅうまんにちょうせん）は、1976年10月4日から1977年9月30日までフジテレビ系列局で放送されていたフジテレビ製作のクイズ番組である。

## 概要
一般の主婦がペアを組んで参加していた視聴者参加型番組で、毎回5組のペアが出場していた。収録はヤクルトホールで行われていたが、公開番組ではなかった。
番組は、家庭がテーマのクイズを中心に出題していた。また、出場者にあらかじめ賞金15万円を与えておき、クイズに入るたびに5,000円を徴収。出場者は、正解するごとに貰える5,000円で賞金を回復・維持させていくというルールを採用していた。
なお、フジテレビは1970年代前半にも、同じく主婦がターゲットのクイズ番組『奥さまクイズ』と『新・奥さまクイズ』を平日昼の帯番組として放送していたことがある。

## 放送時間
いずれも日本標準時。
- 月 - 金曜 12:15 - 13:00 （1976年10月4日 - 1977年3月）
- 月 - 金曜 12:00 - 12:30 （1977年4月 - 1977年9月30日） - 15分繰り上げと同時に、放送枠が30分に縮小。

## 出演者
コントレギュラーは、ショックカードの増額&減額理由のナレーションも担当していた。

### 司会
- 長谷川肇

### アシスタント
- 前期：キャシー中島
- 後期：田坂都

### コントレギュラー
- 前期：佐藤蛾次郎、古今亭志ん三
- 後期：不明

## ルール
出場者はそれぞれ持ち金15万円、ペアで合計30万円の状態からスタート。
出場者が、放送日当月のカレンダーと同じ並びになっている1日 - 30日のパネルの中から問題その他を選ぶことで番組は進行。出場者が何かしらを選ぶたびに、その場にいる全員の持ち金から5,000円が当日の生活費として徴収されていたが、クイズで1問正解するごとに5,000円を貰えるため、それによって持ち金を回復・維持させていくことができた。放送日が大の月であれば、31日のパネルは空白になっていた。また、1977年2月の放送では、3月1日の位置のパネルに「イ」、3月2日の位置のパネルに「ロ」と表示することで計30枚のパネルを使用していた。
問題は生活クイズ（問題内容は視聴者公募）・一般クイズ・？クイズ（とんち問題が殆どだった）とある（正解すれば5000円獲得、不正解時には5000円さらに減額）。また、このほかに「！」マーク（ショックカードと呼ばれていた）が数枚パネルに潜んでおり、それを引いた場合には持ち金が1 - 2万円増えたり減ったりした（なお後期には、ショックカードの一部に「賞品」パネルが有り、それを出すと賞品が貰えた）。また、生活クイズと一般クイズの中に副賞を懸けた問題もあった（双葉のイラストが描かれていた）。16日はスペシャルコーナーで、パネルを選ぶことができなかった。スペシャルコーナーではテーマに因んだ問題が出されていた（書き問題。後期ではゲームを行うことがあった。どちらも行う際には5000円減額）。
なお、後半になるとパネルが選ぶことができるようになった。また、後半にはパネルのどれかに文字が隠れており、これを引いて正解する問題もあった。番組の後半ではパネルにドロボーに入られ、「！」マークのひとつだけ潜んでいた。これを引いた場合には持ち金から10万円没収。無ければ全額没収とされた。ただし、保険として景品（大抵は時計）が贈られた。それまでの持ち金は視聴者プレゼントとされた。なお、ドロボーなどで持ち金が無くなっても5000円減額は続け、その際には「赤字」とされる。また、後半には「チャンス問題」が登場。これは『クイズグランプリ』の「チャンス」カードと同じで、選んだ解答者が持ち金の中から最高3万円まで1万円単位まで賭け、出された問題を自分のチームだけが答える（他チームは答えられない）。正解すれば賭け金が増額、不正解は減額となる。なお、後期からは「やりくり問題」に代わり、全チームが筆記クイズに挑戦（解答席にあるフリップに書く）、正解すれば5000円獲得となった。クイズ終了後最も持ち金が高い組（トップ賞）は30万円挑戦クイズ（30万円相当の賞品と賞金3万円を懸けた問題）に参加できた。後期には、持ち金が終了時にちょうど0円だった場合にはピタリ賞として電卓がプレゼントされた。

## 備考
- 「ドロボー」パネルを入れる時の後半開始前には、コントレギュラーが「ドロボー」パネルを首にぶら下げたドロボーに扮し（海賊になった時もある）、ショートコントを行うのが毎回のパターンだった。
- 「赤字」となった時は、前期は賞金表示機（ソラリー式を使用していた）の画面向かって左に5つ程の電球で「－」を表示していたが、見づらいので後期には10万の位のフラップで表示するようになった。
- ショックカードの増額&減額理由は、時期ネタや時事ネタを取り入れるのが多かった。例えば、夏に放送したときには、「電気クラゲにやたら刺されて、治療費－10000円！」、ある海岸で恐竜らしき動物が打ち揚げられ、それが「海のネッシー」だと話題になった時には、「海のネッシー、水族館へ寄付。謝礼＋20000円！」という具合だった。
- 音楽は、ドラマやアニメの楽曲を数多く手掛けた渡辺岳夫によるものである。渡辺は、後番組『クイズタッグマッチ』の音楽も担当した。
- 放送当時のVTR事情や著作権・肖像権での絡みなどから、当時の映像はすべて現存していないと考えられる[独自研究?]。
- 1976年12月のある日の放送のとき[いつ?]、クイズの途中でパネルが開かなくなった。すわ故障かとスタジオがざわつく中、パネルから萩本欽一が顔を出してスタジオの中へ入り、自らがパーソナリティを務める『ラジオ・チャリティー・ミュージックソン』（ニッポン放送）の宣伝を行った。その後の1977年4月8日には、萩本がフジテレビ全番組に出演する『欽ちゃんのドーンと24時間』の一環として再びスタジオに現れた。

| フジテレビ系列 月 - 金曜12:15枠                                                                                                 | フジテレビ系列 月 - 金曜12:15枠                        | フジテレビ系列 月 - 金曜12:15枠 |
| 前番組 | 番組名                                                 | 次番組 |
| --- | ------------------------------------------------------ | --- |
| お昼のスペシャル （1976年7月5日 - 1976年10月1日）                                                                               | やりくりクイズ30万に挑戦 （1976年10月4日 - 1977年3月） | やりくりクイズ30万に挑戦 （1977年4月 - 1977年9月30日） ※12:00 - 12:30お昼のテレビ小説 女ひとり （1977年4月4日 - 1977年5月27日） ※12:30 - 13:00 |
| フジテレビ系列 月 - 金曜12:00枠                                                                                                 |                                                        | |
| FNNニュース12:00 （1975年10月 - 1977年3月） ※12:00 - 12:15やりくりクイズ30万に挑戦 （1976年10月4日 - 1977年3月） ※12:15 - 13:00 | やりくりクイズ30万に挑戦 （1977年4月 - 1977年9月30日） | クイズタッグマッチ （1977年10月3日 - 1978年3月31日）                                                                                           |